# Chồn nâu
Chồn nâu là một tên gọi chỉ chung cho các động vật có vú ăn thịt của Phân họ Chồn Mustelidae mà còn bao gồm rái cá, chồn, lửng, chồn sói. Có 2 loài còn sinh tồn trong phân họ Mustelinae, tức là chồn nâu châu Mỹ (Neovison vison) và chồn nâu châu Âu (Mustela lutreola). Ngoài ra còn có 1 loài đã tuyệt chủng là chồn nâu biển (Neovison macrodon) có liên quan đến chồn nâu châu Mỹ, nhưng lớn hơn nhiều.

## Đặc điểm
Cả ba loài nêu trên đều có bộ lông màu nâu sẫm. Chồn nâu châu Mỹ là lớn hơn và thích nghi hơn so với chồn nâu châu Âu. Đôi khi có thể phân biệt giữa 2 loài, Chồn nâu châu Âu luôn luôn có một miếng vá màu trắng lớn trên môi trên, trong khi loài châu Mỹ đôi khi không. Vì vậy, bất kỳ con chồn nào không có miếng vá có thể được xác định là một con chồn nâu châu Mỹ, nhưng cá thể với một miếng vá không thể được xác định một cách chính xác mà không cần kiểm tra của bộ xương.
Về phân loại học, cả hai loài chồn nâu châu Mỹ và châu Âu đã được lịch sử được đặt trong chi Mustela (chồn), nhưng gần đây, chồn nâu châu Mỹ đã được tái phân loại vào chi riêng của mình là Neovison. Chồn nâu châu Mỹ đã được hình thành trong tự nhiên ở châu Âu và Nam Mỹ sau khi thoát khỏi cảnh bị giam cầm. Chồn nâu châu Mỹ được cho là đã góp phần vào sự suy giảm của chồn nâu châu Âu thông qua việc cạnh tranh sinh tồn. Bẫy đã được sử dụng để kiểm soát hoặc loại trừ quần thể hoang dã của quần thể chồn nâu châu Mỹ cũng như săn bắn với đàn chó săn trong quần đảo Anh.

## Tập tính
Chồn chủ yếu hoạt động về đêm, nhưng bắt đầu lúc chạng vạng. Cả chồn nâu châu Mỹ và Âu là loài ăn thịt. Chế độ ăn uống của chúng chủ yếu bao gồm cá, động vật gặm nhấm nhỏ, động vật lưỡng cư, động vật giáp xác, côn trùng tùy thuộc vào sự thích hợp sinh thái của nó. Chuột đồng là một trong những mục tiêu chính cho cả hai loài chồn. Lông chồn nâu châu Mỹ đã được đánh giá rất cao cho việc sử dụng nó trong quần áo, với săn bắn được thay thế bằng nông nghiệp. Xạ hương chồn được sử dụng trong một số sản phẩm y tế và mỹ phẩm, cũng như để điều trị, bảo tồn, và da không thấm nước.

## Kinh tế
Ngành công nghiệp chăn nuôi chồn nâu có vai trò quan trọng đối với nền kinh tế của Đan Mạch, là quốc gia sản xuất lớn nhất của da chồn trên thế giới, sản xuất 40% những bộ lông thú của thế giới và xếp hạng thứ ba trong các mặt hàng xuất khẩu nông nghiệp của Đan Mạch có nguồn gốc động vật, lông thú và da chồn có giá trị xuất khẩu hàng năm khoảng 0,5 tỷ EUR. Kopenhagen Fur, nằm ở Copenhagen, là nhà đấu giá lông lớn nhất thế giới, hàng năm, bán khoảng 14 triệu da chồn Đan Mạch sản xuất bởi 2.000 nông dân chuyên làm lông Đan Mạch, và 7.000.000 da chồn được sản xuất ở các nước khác. 

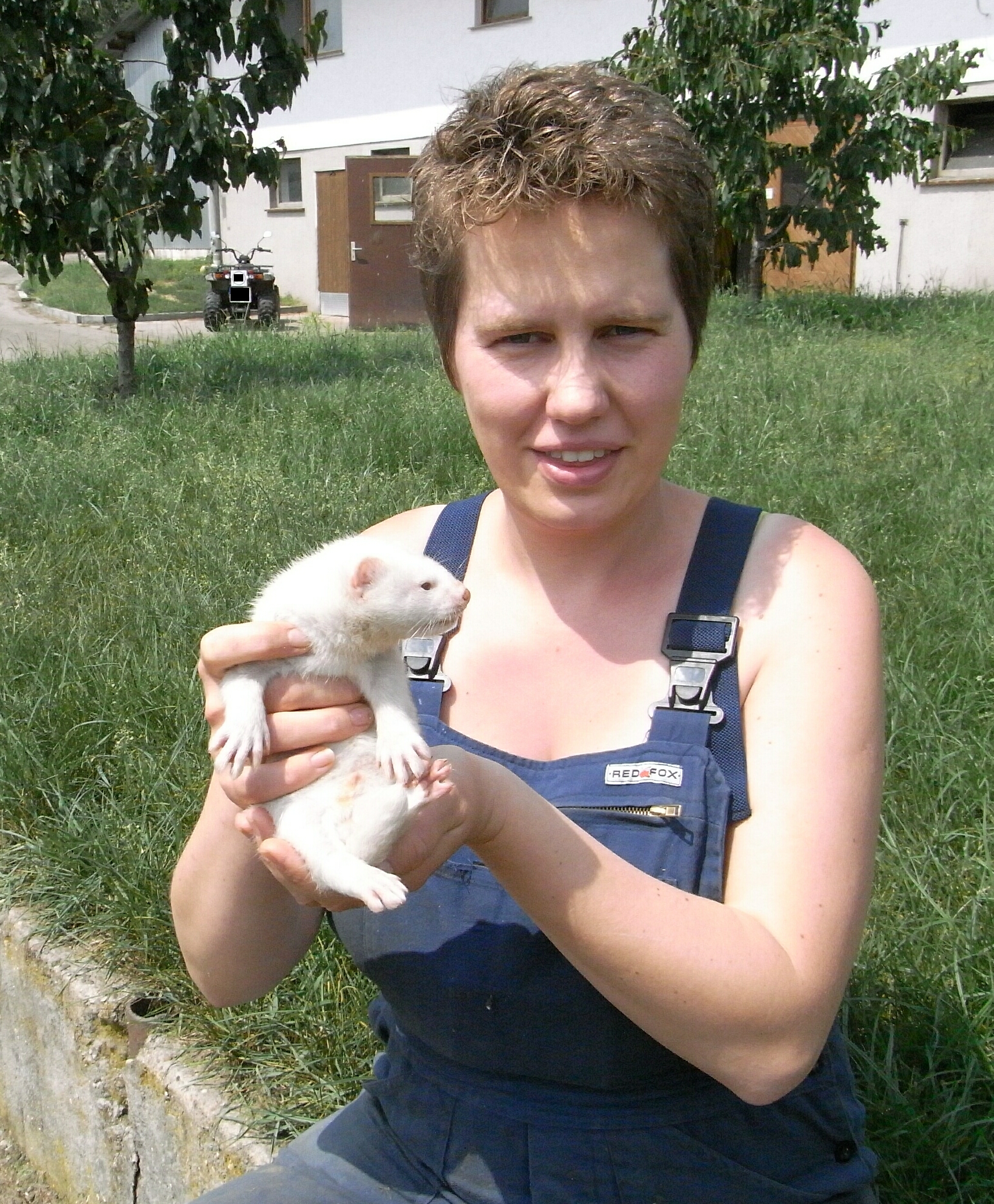
Chồn nâu tại Đan Mạch

Chồn nâu được nuôi tại Đan Mạch được coi là tốt nhất trên thế giới và được xếp hạng cao cấp. Chồn nâu đã được du nhập như là một động vật trang trại ở Đan Mạch vào giữa những năm 1920. Vào giữa thập niên 1980, Đan Mạch là nhà sản xuất lớn thứ hai về chồn nâu, sau Hoa Kỳ. Năm 1983, được sản xuất 8,3 triệu tấm da, chiếm đến 22% sản lượng thế giới, trong khi vào năm 2002, được sản xuất 12,2 triệu tấm da, chiếm gần 40% sản lượng thế giới. Buôn bán lông thú đã được khai báo là một trong hai mươi chín "cụm thẩm quyền đặc biệt trong đời sống kinh tế của Đan Mạch" của Bộ Thương mại Đan Mạch.
Điều kiện khí hậu ở Đan Mạch, nơi mùa đông ôn hòa và mùa hè mát mẻ, được coi là lý tưởng cho các loài động vật chất thải cá được sử dụng làm thức ăn tại các trại nuôi chồn. Một trang trại nuôi chồn của Đan Mạch có thể có 13.000 lồng, thiết lập trong hàng dài đến 60 mét (200 ft) và 43 nhà kho, trong đó 2-4 cho chồn nâu được chứa trong đó. Sử dụng công nghệ thông tin, quản lý, kiểm soát, chăn nuôi và phân tích có thể theo dõi tiến bộ di truyền của đàn chồn.
Nỗ lực của Kopenhagen Fur và Đan Mạch Animal Welfare Society (Dyrenes Beskyttelse), đã tối ưu hóa các điều kiện môi trường nuôi chồn bằng cách phát triển các quy tắc, đã nhận được sự chấp thuận của Bộ Tư pháp trong năm 2007. Trang trại lông Đan Mạch sản xuất khoảng 15,6 triệu con chồn hàng năm. Lông chồn của Đan Mạch là độc quyền bán đấu giá thông qua Kopenhagen Fur. Đấu giá được tổ chức năm lần trong một năm, với người đầu tiên được tổ chức vào tháng 12 sau khi da mới được đấu giá đã sẵn sàng, và cuối cùng trong tháng Chín. Mỗi phiên đấu giá thường bán khoảng 260 triệu euro giá trị của lông và kéo dài năm ngày. Thị trường xuất khẩu chủ yếu cho chồn Đan Mạch là Trung Quốc, Hồng Kông, Nhật Bản, và Hàn Quốc. Trong cuộc đấu giá tháng 12 năm 2012, đã có 500 nhà thầu với 85 phần trăm tấm da mua của khách hàng từ Trung Quốc. Giá trung bình mỗi da chồn là 582 đồng Đan Mạch (US $ 100), mức giá cao nhất từng được ghi nhận tại Kopenhagen Fur. Nhà thời trang Birger Christensen, người cung cấp cho các gia đình hoàng gia Đan Mạch.